# Yiğitcan Saybir
Yiğitcan Saybir (Şişli, 27 febbraio 1999) è un cestista turco.

## Carriera
Con la Turchia ha disputato i Campionati europei del 2022.

## Palmarès

### Club

#### Competizioni nazionali
- Campionato turco: 2

Anadolu Efes: 2018-19, 2020-21
- Coppa di Turchia: 2

Anadolu Efes: 2018, 2022
- Coppa del Presidente: 2

Anadolu Efes: 2018, 2019

#### Competizioni internazionali
- Eurolega: 2

Anadolu Efes: 2020-21, 2021-22